# بیابان تهل

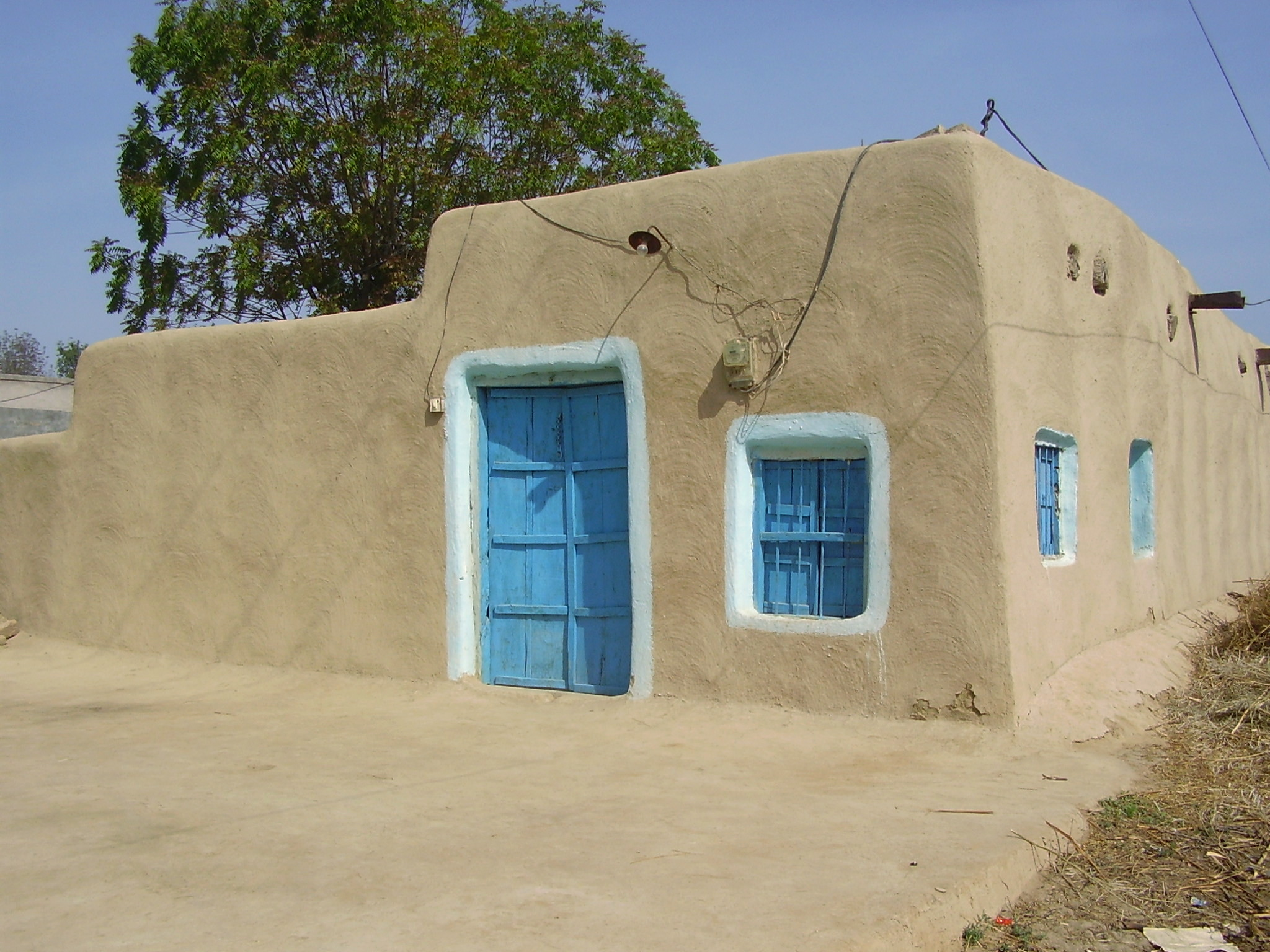
خانه‌ای در کهنسار، بهاکار، تهل.

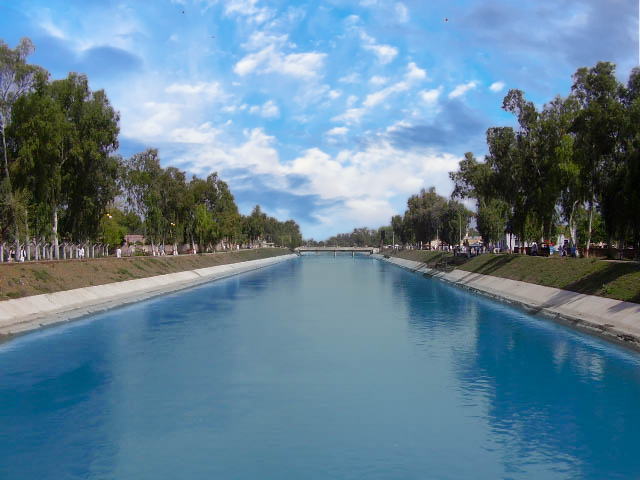
کانال تهل.

بیابان تهَل (اردو: صحرائے تھل) یکی از پنج بیابان پاکستان است و در پنجاب پاکستان واقع شده‌است. این منطقه وسیع بین رودخانه‌های جهلم و سند در نزدیکی فلات پوتهوار قرار دارد و به خاطر قرار گرفتن بین دو رود یادشده به آن «تهل دوآب» هم می‌گویند. تهل بزرگ‌ترین دوآب پنجاب و به همراه دوآب سند ساگر یکی از بزرگ‌ترین دوآب‌ها در پاکستان است.
طول کلی بیابان تهل از شمال تا جنوب ۱۹۰ مایل و حداکثر پهنای ۷۰ مایل (۱۱۰ کیلومتر) و حداقل پهنای ۲۰ مایل است. این بیابان ناحیه‌های بهکر، خوشاب، میانوالی، لیه، مظفرگره و جهنگ را در ساحل چپ رودخانه جهلم پوشانده‌است. از لحاظ جغرافیایی، شبیه بیابان‌های چولستان و تار است. راه‌آهن راولپندی به مولتان از تهل می‌گذرد.
سه چهارم از مساحت بیابان تهل شامل تپه‌های شنی بزرگی است که از ۶ تا ۱۰ متر ارتفاع دارند. اما بیشتر مناطق آن توسط کانال‌های آب سند آبیاری می‌شوند. وزش شدت شدید باد باعث فرسایش خاک و جابجایی این بیابان می‌شود. در شمال تهل یک نمکزار واقع شده‌است.
حیوانات اهلی این بیابان گوسفند یا شتر هستند. جانوران وحشی آن هم متشکل از روباه‌ها، شغال‌ها و هوبره‌های آفریقایی است. با این حال، با کمبود گونه‌های گیاهی و شکار بیش از حد، حیات حیوانی در تهل رو به زوال است.

## پروژه کانال تهل
تاریخچه پروژه کانال آب تهل به بیش از ۱۳۰ سال پیش برمی‌گردد. در سال ۱۸۷۳ بود که این پروژه برای اولین بار برای کل دوآب تهل طراحی شد. پیشنهاد آبیاری این منطقه با آب رودخانه سند بارها برای بحث در سال‌های ۱۹۱۹، ۱۹۲۱، ۱۹۲۴، ۱۹۲۵، ۱۹۳۶ و در سال ۱۹۴۹ مطرح شد. با این وجود بارها به خاطر این استدلال که این پروژه به در دسترس بودن آب برای رودخانه‌های پایین‌دست صدمه جدی می‌زند کنار گذاشته شد. پیشنهاد پروژه بار دیگر در سال ۱۹۷۵ مورد بحث قرار گرفت اما کمیته اجرائی شورای اقتصادی ملی (ECNEC) از تأیید آن خودداری کرد. سرانجام، در ۱۶ اوت ۲۰۰۱، ژنرال پرویز مشرف، رئیس‌جمهور وقت پاکستان، پروژه ۳۰ میلیارد روپیه‌ای کانال بزرگ تهل (GTC) افتتاح کرد.

## مردم و گویش
دز این منطقه گویش تهلی (تهلوچی) زبان پنجابی صحبت می‌شود. جمعیت این منطقه در مساحت وسیعی از کویر پراکنده شده‌است و باعث می‌شود افراد ناچار شوند مسافت‌های زیادی را بپیمایند و همچنین برای کار به مناطق مرکزی پنجاب مهاجرت کنند. در حالی که بسیاری از جوامع با گویش‌های محلی خاص خود صحبت می‌کنند، زبان استاندارد پنجابی و اردو برای مردم مناطق مختلف آسان‌تر قابل درک است و در نتیجه بیشتر استفاده می‌شود.